# ブギリ県

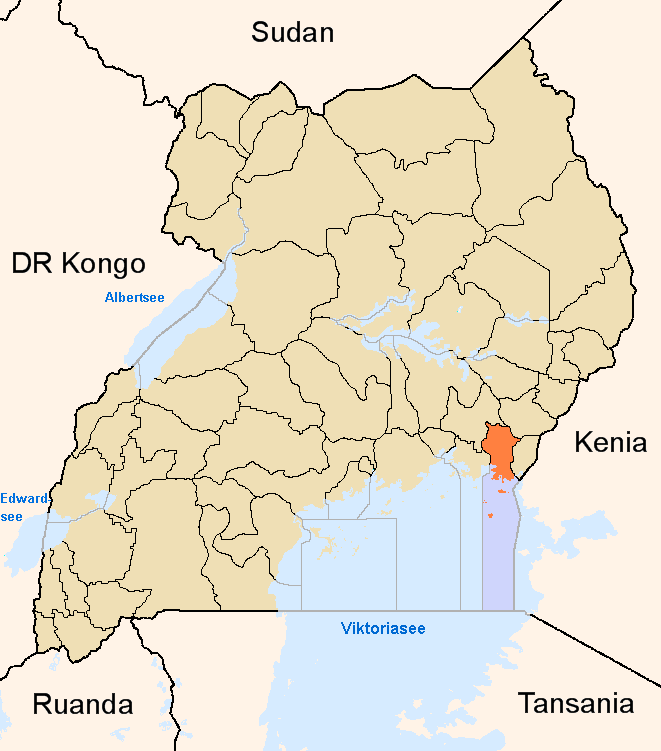
ブギリ県の位置と2001年から2005年の県境

ブギリ県 (ブギリけん、Bugiri District) はウガンダ南東部、ブソガ南東部の県。1997年にイガンガ県から分割され設置された。面積は 5,700.93km² で、4,207.19km²はヴィクトリア湖の湖面などの水域である。ヴィクトリア湖北東部にはシグル諸島がある。陸地面積は1,492.74km²で、ブコーリ郡にブギリTCを含め17の副郡が置かれている。ブコーリはブソガの首長国の1つでもある。1991年の国勢調査人口は 239,307 人、2002年の国勢調査人口は 412,395 人、知事に相当する第5地域議会 (LC5) 議長はシラジ・リャヴァラ・サマニャ。住民の97%は農民及び漁民である。

## 隣接する県
西にマユゲ県、北にナムトゥンバ県とブケディのブタレジャ県、北東にトロロ県、東にブシア県、水域でケニア・ニャンザ州、南にタンザニア・マラ州と接する。トロロからジンジャ、カンパラを結ぶ幹線道路の途上にある。

## 脚註
1. ↑  "Succession war may split Busoga", New Vision Online, 12 Sep, 2008.
2. ↑  UGANDA PARTICIPATORY POVERTY ASSESSMENT PPA II, BUGIRI DISTRICT DRAFT REPORT, Jul 2002.
3. ↑  BUGIRI DISTRICT LOCAL GOVERNMENT Five year OVC Strategic Plan 2008/2009 – 2012/2013 FINAL DRAFT, Mar 2008.